# Kärlek ombord
Kärlek ombord eller På kryss med kärleken (engelska: The Love Boat) är en amerikansk TV-serie från åren 1977-1986. 
Serien utspelar sig ombord på ett kryssningsfartyg och kretsar kring fartygets kapten, delar av besättningen och ett antal av alla de passagerare som passerar på fartyget.

## Rollista i urval
- Gavin MacLeod - Kapten Merrill Stubing
- Bernie Kopell - Dr. Adam "Doc" Bricker, skeppsdoktor
- Fred Grandy - Burl "Gopher" Smith, purser
- Ted Lange - Isaac Washington, bartender
- Lauren Tewes - Julie McCoy, cruise director
- Jill Whelan - Vicki Stubing, kaptenens dotter
- Ted McGinley - Ashley "Ace" Covington Evans, skeppsfotograf
- Pat Klous - Judy McCoy, Julies syster

### Gästskådespelare i urval
| Utökat innehåll |
| --- |
| - Don Adams - Eddie Albert - Robert Alda - Steve Allen - Kirstie Alley - June Allyson - Don Ameche - Melissa Sue Anderson - Richard Dean Anderson - Ursula Andress - Anthony Andrews - Dana Andrews - Eve Arden - Bess Armstrong - John Astin - Frankie Avalon - Pearl Bailey - Kathy Bates - Anne Baxter - Orson Bean - Ed Begley Jr. - Shari Belafonte - Ralph Bellamy - Milton Berle - Bill Bixby - Linda Blair - Joan Blondell - Ray Bolger - Sonny Bono - Ernest Borgnine - Eileen Brennan - Jeremy Brett - Lloyd Bridges - Gary Burghoff - Raymond Burr - Dean Butler - Red Buttons - Sid Caesar - Cab Calloway - Leslie Caron - David Cassidy - Carol Channing - Cyd Charisse - Dabney Coleman - Joan Collins - Jeff Conaway - Courteney Cox - Scatman Crothers - Billy Crystal - Jamie Lee Curtis - Tony Danza - Jennifer Darling - Olivia de Havilland - Colleen Dewhurst - Phyllis Diller - Patrick Duffy - Patty Duke - Britt Ekland - Linda Evans - Douglas Fairbanks, Jr. - Morgan Fairchild - Jamie Farr - Corey Feldman - Joan Fontaine - John Forsythe - Michael J. Fox - Annette Funicello - Eva Gabor - Zsa Zsa Gabor - Melissa Gilbert - Lillian Gish - Farley Granger - Karen Grassle - Peter Graves - Andy Griffith - Tom Hanks - Harlem Globetrotters - Mark Harmon - Phil Harris - David Hasselhoff - Lee Horsley - Engelbert Humperdinck - Janet Jackson - Bruce Jenner - Van Johnson - Dean Jones - Howard Keel - Gene Kelly - George Kennedy - Ken Kercheval - Harvey Korman - Matthew Laborteaux - Diane Ladd - Fernando Lamas - Lorenzo Lamas - Peter Lawford - Cloris Leachman - Janet Leigh - Larry Linville - Cleavon Little - Heather Locklear - Gina Lollobrigida - Shelley Long - Susan Lucci - Bob Mackie - Lee Majors - Dean Paul Martin - Kiel Martin - Roddy McDowall - Kristy McNichol - Ethel Merman - Vera Miles - Melba Moore - Pat Morita - Richard Mulligan - Julie Newmar - Donny Osmond - Marie Osmond - Vincent Price - Phylicia Rashad - John Ratzenberger - Lynn Redgrave - Donna Reed - Debbie Reynolds - John Ritter - Joan Rivers - Tim Robbins - Ginger Rogers - Cesar Romero - Mickey Rooney - Eva Marie Saint - Telly Savalas - Martin Short - Suzanne Somers - Tori Spelling - Robert Stack - Jerry Stiller - Susan Sullivan - Holland Taylor - The Temptations - Lana Turner - Gloria Vanderbilt - Trish Van Devere - Village People - Lyle Waggoner - Andy Warhol - Adam West - Betty White - Vanessa Williams - Shelley Winters - Jane Wyman - Susannah York |

## Visningar på svenska TV-kanaler
Serien sändes första gången i svensk TV den 19 september 1979 på TV2 under namnet På kryss med kärleken och i repris på TV4 1995, men då under namnet Kärlek ombord.